# Smålandskonferensen
Smålandskonferensen är en årligen arrangerad kristen missionskonferens som startade 1970 i Doestorp.

## Verksamhet
Arrangör för Smålandskonferensen är Trosgnistans mission. Initiativtagare var bröderna Curt och Ove Johansson som startade konferensen för att inspirera till och stödja missionsarbete.
Konferensen arrangeras numera varje sommar vid Ralingsåsgården i Aneby.

Under åren har många svenska och internationella förkunnare gästat konferensen. Emanuel Minos från Norge var huvudtalare 2012.